# Mary Ann Joyce-Walter
Mary Ann Joyce-Walter (* 1937 in Champaign-Urbana/Illinois) ist eine US-amerikanische Komponistin und Musikpädagogin.
Joyce studierte an der Fontbonne University und an der Washington University in St. Louis. Zu ihren Lehrern gehörten Robert Wykes, Rosalyn Tureck, Paul Pisk und Robert Baker. Nach Abschluss des Studiums ging sie 1974 nach New York, wo sie als Professorin für Musik am Manhattanville College wirkt.
Ihr Schwerpunkt als Komponistin liegt auf dem Gebiet der Vokalmusik. Sie erhielt den Ersten Preis bei der Boston Art Song Competition und zwischen 1999 und 2006 jeweils einen ASCAPlus Award. Ihre Kompositionen wurden in den USA und bei Festivals ein Europa und Russland aufgeführt. Joyce ist u. a. Mitglied der International Alliance of Women Composers und Schatzmeisterin der New York Women Composers.

## Werke
- Spring and Fall nach einem Gedicht von Gerard Manley Hopkins
- Note to Amadeus nach einem Gedicht von Joan Rudel für Sopran und Klavier
- Butterfly's Child nach einem Gedicht von Joan Rudel für Sopran und Klavier
- Nothing Is So Beautiful As Spring nach einem Gedicht von Gerard Manley Hopkins für Bariton und Klavier
- Prelude für Soloflöte
- In Anguish And In Hope: A Psalm For Today
- Gothic Fantasy für Klavier
- Winter Weather Advisory nach einem Gedicht von Ann Silsbee für Sopran und Klavier
- A Famine Sequence nach Gedichten von Desmond Egan für gemischten Chor, Solisten, Klavier, Flöte und Harfe
- The Panther nach einem Gedicht von Rainer Maria Rilke für Tenor, Klavier und Cello
- A Portrait of Dorothy Day, Kantate nach einem Libretto von Donna Gaspardi für kleines Instrumentalensemble und Stimmen
- Three Pieces for Guitar
- Binsey Poplars and The Windhover, Gedichte von G. M. Hopkins für gemischten Chor
- Pied Beauty nach einem Gedicht von G. M. Hopkins. and
- By the Waters of Babylon, Psalm für Frauenchor
- Scherzato piano
- Epithalamion nach Gedichten von G. M. Hopkins für kleines Orchester, Knabenchor, gemischten Chor und Tänzer
- The Crucifixion nach einem mittelalterlichen irischen Text für Sopran und Klavier
- O Come With Me für Sopran und Klavier
- The Little Vagabond für Sopran und Klavier
- Only For So Short Awhile für gemischten Chor, Klavier und Schlagzeug
- Sic Transit Gloria für achtstimmigen Chor
- Impressions: Oviedo für Gitarre
- Aceldama für Streichorchester und Flöte
- The Windhover
- The Caged Skylark
- I Am Ireland nach texten irischer Schriftsteller des 20. Jahrhunderts
- Set Me As A Seal Upon Your Heart
- Fragments for Guitar
- Variations for Piano
- Cantata for the Children of Terezin nach Gedichten von Kindern aus dem KZ Theresienstadt für Orchester, gemischten Chor und Kinderchor
- A Portrait of Dorothy Day nach einem Libretto von Donna Gaspardi für Instrumentalensemble und Stimmen
- Introibo für gemischten Chor und Bläserquintett
- Lullaby
- O, Come With Me
- Girl With Cello nach einem Gedicht von May Sarton
- Let Me Be to Thee nach einem Gedicht von G. M. Hopkins
- Scherzato für Klavier
- Intrada für Bläserquintett
- A Christmas Carol, Musical nach Charles Dickens
- Patience für gemischten Chor
- The Eagle nach einem Gedicht von Alfred Lord Tennyson für Bariton und Klavier
- The Burial nach einem Gedicht von James McKenna für Bariton und Klavier
- Three Love Songs nach einem Gedicht von Sarah Teasdale für Sopran und Klavier
- Passio et Mors für Orchester und Doppelchor
- Mass of the Transfiguration
- Stonehenge: Fragments
- Tenebrae Factae Sunt für gemischten Chor a cappella
- In Anguish and in Hope nach einem Gedicht von Ann Silsbee
- A Summer Fantasy für Streichorchester und Flöte